# 上行寺 (宮崎市)
上行寺（じょうぎょうじ）は、宮崎県宮崎市にある日蓮宗の寺院。山号は法華経山（ほけきょうざん）。興統法縁。松ケ迫池空襲の犠牲者を供養する法要が行われる。

## 本尊仏像等
万年救護の大本尊、祖師像、鬼子母神

## 関連資料
- 日蓮宗寺院大鑑編集委員会『宗祖第七百遠忌記念出版 日蓮宗寺院大鑑』大本山池上本門寺 (1981年)